# Mario Hamuy
Mario Hamuy (* 25. květen 1960) je chilský astronom. Vyučuje astronomii na Universidad de Chile a Cerro Chalan Observatory. Profesně se zabývá pozorováním všech tříd supernov, zejména pozoruje supernovy typu Ia a II, které slouží k určování kosmických vzdáleností. Na Universidad de Chile studoval astronomii a fyziku. V únoru 1987 přišel do Cerro Tololo Inter-American Observatory a několik dní poté byla pozorována exploze supernovy typu II SN 1987A ve Velkém Magellanově oblaku, což odstartovalo velkou kampaň pro pozorování této důležité supernovy. 
V roce 1989 spolupracoval s Jose Mazou, Markem Phillipsem a Nicholasem Suntzeffem a společně založili Calán/Tololo Supernova Survey, přehlídku oblohy zaměřenou na supernovy, která vedla k zásadním výsledků v oblasti zářivých výkonů standardních svíček supernov typu Ia.  To vedlo k přesnému změření hodnoty Hubbleovy konstanty H0 a parametru zpomalení q0 . Parametr zpomalení indikuje existenci temné energie nebo kosmologické konstanty domunující celkové energetické bilanci vesmíru.
Při práci na University of Arizona v Steward Observatory pracoval s profesorem Philem Pintem na studiu kolapsu jádra supernov, zejména supernov typu II vhodných pro měření geometrických vzdáleností Baadeho-Wasselinkovou metodou, také nazývanou metoda expandující fotosféry.  Pinto a Hamuy vymysleli poloempirické metody pro měření vzdáleností explozí supernov typu II, nazývané metoda standardní svíčky, což zlepšuje odhad vzdálenosti získaný metodou expandující fotosféry. 